# Sistema dei trasporti
Il sistema dei trasporti è definito come l'insieme di componenti e di loro reciproche interazioni che determinano la domanda di mobilità di persone e cose fra punti diversi del territorio e l'offerta di servizi di trasporto per il soddisfacimento di tale domanda. Comprende il sistema delle vie di comunicazione e dei mezzi attraverso cui si realizza il trasferimento di persone o di cose da un luogo all'altro.
I veicoli si suddividono in veicoli terrestri, fluviali e marittimi, aerei e spaziali. Le infrastrutture sono costituite dagli impianti fissi, che costituiscono le reti, a loro volta suddivise in linee e nei terminali. 

## Sottosistemi e loro interazione
Il sistema dei trasporti può essere schematizzato come composto dai due sottosistemi dell'offerta della domanda. L'offerta di trasporto si compone di tutte le infrastrutture, veicoli, tecnologie, servizi, regole, prezzi che permettono di spostarsi da un punto all'altro del territorio. La domanda di trasporto è l'insieme dei bisogni di mobilità espressi in un certo territorio.
Domanda e offerta si influenzano interagendo l'uno con l'altro: gli utenti decidendo di spostarsi (generando una domanda) e scelgono conseguentemente di utilizzare i servizi dell'offerta di trasporto (sia essa attuata dal trasporto pubblico o per mezzo di veicoli privati).
Qualora in alcuni punti del territorio ed in certi intervalli temporali la domanda ecceda l'offerta, ad esempio quando il rapporto fra flussi di traffico e capacità di smaltimento raggiunge determinate soglie o quando la domanda di passeggeri trasportati in un sistema di trasporto pubblico eccede l'offerta in termini di passeggeri/ora, si ha il fenomeno della congestione di elementi del sistema, come ad esempio la congestione stradale.
Domanda e offerta, interagiscono a loro volta con il sistema delle attività: la localizzazione sul territorio di abitazioni, uffici, scuole, negozi, aree turistiche eccetera influenza la domanda di mobilità in termini di coppie origine-destinazione. Dopo l'abolizione delle frontiere e la riduzione dei prezzi grazie alla liberalizzazione dei mercati, i volumi di merci e persone trasportate sono aumentati. Se da un lato ciò ha comportato una crescita economica, dall'altro ha portato costi sociali ed ecologici. 
I volumi trasportati, di persone come di merci, sono aumentati, come conseguenza del completamento del mercato interno dell'Unione, dell'abolizione delle frontiere interne, della riduzione dei prezzi dei trasporti derivante dall'apertura e dalla liberalizzazione dei mercati dei trasporti nonché delle modifiche a livello di sistema di produzione e di gestione delle scorte. Se da un lato il settore dei trasporti si è dimostrato economicamente prospero e dinamico, dall'altro ha comportato costi sociali ed ecologici sempre crescenti. È per questa ragione che l'idea di una «mobilità sostenibile» ha acquisito sempre maggiore importanza. Ad esempio, Il settore dei trasporti rappresenta circa un quarto delle emissioni totali di gas serra prodotte dall'uomo nell'Unione europea.